# Benjamin Cooke
Benjamin Cooke (ur. 1734 w Londynie, zm. 14 września 1793 tamże) – angielski kompozytor, organista i pedagog.

## Życiorys
Syn wydawcy muzycznego Benjamina Cooke’a (ur. ok. 1695, zm. ok. 1743). Uczył się muzyki u Johanna Christopha Pepuscha, a później u organisty opactwa westminsterskiego, Johna Robinsona. Od 1749 roku był bibliotekarzem, a po śmierci Pepuscha w 1752 roku dyrygentem Academy of Ancient Music. W 1757 roku został następcą Bernarda Gatesa na stanowisku chórmistrza opactwa westminsterskiego. Po śmierci Johna Robinsona w 1762 roku został również organistą tegoż opactwa. Od 1782 roku organista kościoła St Martin-in-the-Fields. Członek licznych towarzystw, m.in. Royal Society of Musicians (od 1760), Catch Club i Madrigal Society (od 1769). Otrzymał tytuł doktora muzyki Uniwersytetu w Cambridge (1775) i Uniwersytetu Oksfordzkiego (1782). Do jego uczniów należał William Parsons. 
Jego synem był Robert Cooke (1768–1814), podobnie jak ojciec organista i kompozytor.

## Twórczość
Twórczość Cooke’a reprezentuje styl anthemowy. Komponował m.in. services, anthemy, psalmy, chantes, hymny, ody (m.in. Ode on the Passions, The Syren’s Song to Ulysses), glees, catches, kanony, koncerty orkiestrowe, utwory na organy i klawesyn. Był posiadaczem kolekcji transkrypcji dzieł dawnych mistrzów (obecnie znajdującej się w zbiorach Royal College of Music w Londynie), w której zachowała się jedyna znana kopia Adagio na organy J.S. Bacha.